# ميك غروندال
ميك غروندال (بالإنجليزية: Mick Grøndahl)‏ هو موسيقي أمريكي، ولد في 7 مايو 1968.

## وصلات خارجية
- ميك غروندال على موقع IMDb (الإنجليزية)
- ميك غروندال على موقع ميوزك برينز (الإنجليزية)
- ميك غروندال على موقع ديسكوغز (الإنجليزية)